# Zorcico
El zorcico (del euskera zortziko que significa «octava», de zortzi = ocho, pues sus partes constan de ocho compases) es un ritmo típico de baile popular tradicional vasco-navarro, en España y sur de Francia, aunque también es utilizado como ritmo para acompañar melodías cantadas (como por ejemplo, versos). Es una de las danzas del aurresku.
Aunque existen variantes en compás de 2/4 y de 6/8 el zorcico más habitual se escribe como un compás de 5/8 (cinco por ocho, o cinco octavos), en el que el compás tiene tres partes de distinta duración (compás de amalgama). La primera parte corresponde a una corchea y las dos restantes a sendas negras.
El instrumento típico utilizado para ejecutar los zorcicos es el chistu con el tamboril. 
Algunas teorías describen el zorcico como una evolución de un compás de 3/4 deformado por los músicos con intención de seguir los pasos de los dantzaris (danzarines de la música tradicional vasca).
Aunque su origen y difusión es totalmente popular, algunos autores como Isaac Albéniz, Aita Donostia, Jesús Guridi, Joaquín Turina, Pablo Sorozábal o José María Usandizaga lo han utilizado también para crear obras para banda, orquesta sinfónica o piano. Especial atención merecen los zortzikos de Pablo de Sarasate, como el 'Capricho Vasco', donde el violín imita mediante armónicos el sonido del chistu.